# Liste der ständigen Vertreter Irlands bei den Vereinten Nationen
Die irische Mission beim UN-Hauptquartier befindet sich in New York City.

## Geschichte
Irland wurde am 14. Dezember 1955 Mitglied der Vereinten Nationen.
| Ernannt / Akkreditiert | ständiger Vertreter der irischen Regierung in New York City | Bemerkungen | Taoiseach          | Generalsekretär der Vereinten Nationen | Posten verlassen |
| ---------------------- | ----------------------------------------------------------- | --- | ------------------ | -------------------------------------- | ---------------- |
| 15. Okt. 1956          | Frederick H. Boland                                         | | John A. Costello   | Dag Hammarskjöld                       |                  |
| 9. Apr. 1964           | Cornelius Christopher Cremin                                | | Seán Lemass        | U Thant                                | 7. Feb. 1974     |
| 12. Apr. 1974          | Eamonn L. Kennedy                                           | | Liam Cosgrave      | Kurt Waldheim                          |                  |
| 14. Nov. 1978          | Paul John Geoffrey Keating                                  | | Jack Lynch         | Kurt Waldheim                          |                  |
| 16. Sep. 1980          | Noel Dorr                                                   | | Charles J. Haughey | Kurt Waldheim                          |                  |
| 9. Sep. 1983           | Robert McDonagh                                             | (* 20. September 1924 in Knockmore; † 27. November 1990) trat 1949 in den auswärtigen Dienst, 1962: Geschäftsträger in Kopenhagen, 1973 – 1976: Botschafter in Bonn, 1980: Botschafter in Rom auch in Ankara akkreditiert, Vater der Diplomaten Philip McDonagh (* 1952 in Dublin) und Robert McDonagh (* 1955 in Washington, D.C.) | Charles J. Haughey | Javier Pérez de Cuéllar                |                  |
| 14. Sep. 1989          | Francis Mahon Hayes                                         | | Charles J. Haughey | Javier Pérez de Cuéllar                |                  |
| 30. Aug. 1995          | John H. F. Campbell                                         | | John Bruton        | Boutros Boutros-Ghali                  |                  |
| 8. Sep. 1998           | Richard Ryan                                                | | Bertie Ahern       | Kofi Annan                             |                  |
| 5. Okt. 2005           | David Cooney                                                | | Bertie Ahern       | Kofi Annan                             |                  |
| 25. Juli 2007          | John Paul Kavanagh                                          | | Bertie Ahern       | Ban Ki-moon                            |                  |
| 10. Sep. 2009          | Anne Anderson                                               | | Brian Cowen        | Ban Ki-moon                            |                  |
| 13. Sep. 2013          | David Donoghue                                              | (* 1952 in Dublin) 1999 – 2001: Botschafter in Moskau, 2004 – 2006: Botschafter in Wien, 2006–2009: Botschafter in Berlin | Enda Kenny         | Ban Ki-moon                            |                  |
| August 2017            | Geraldine Byrne Nason                                       | | Leo Varadkar       | António Guterres                       |                  |